# دین‌های سنتی چینی

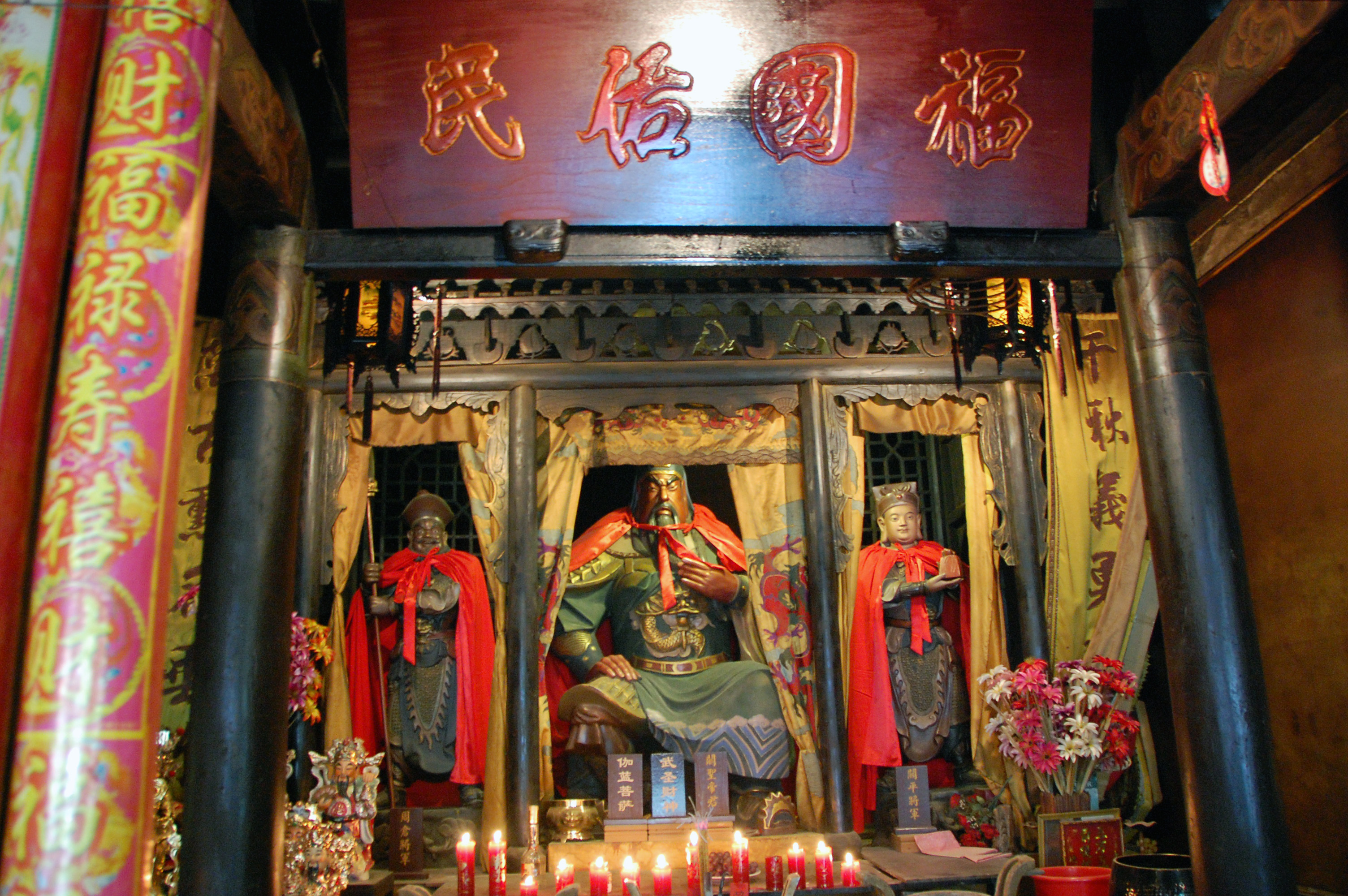
محراب گوانگ یو در معبد گواندی جینان، شاندونگ.

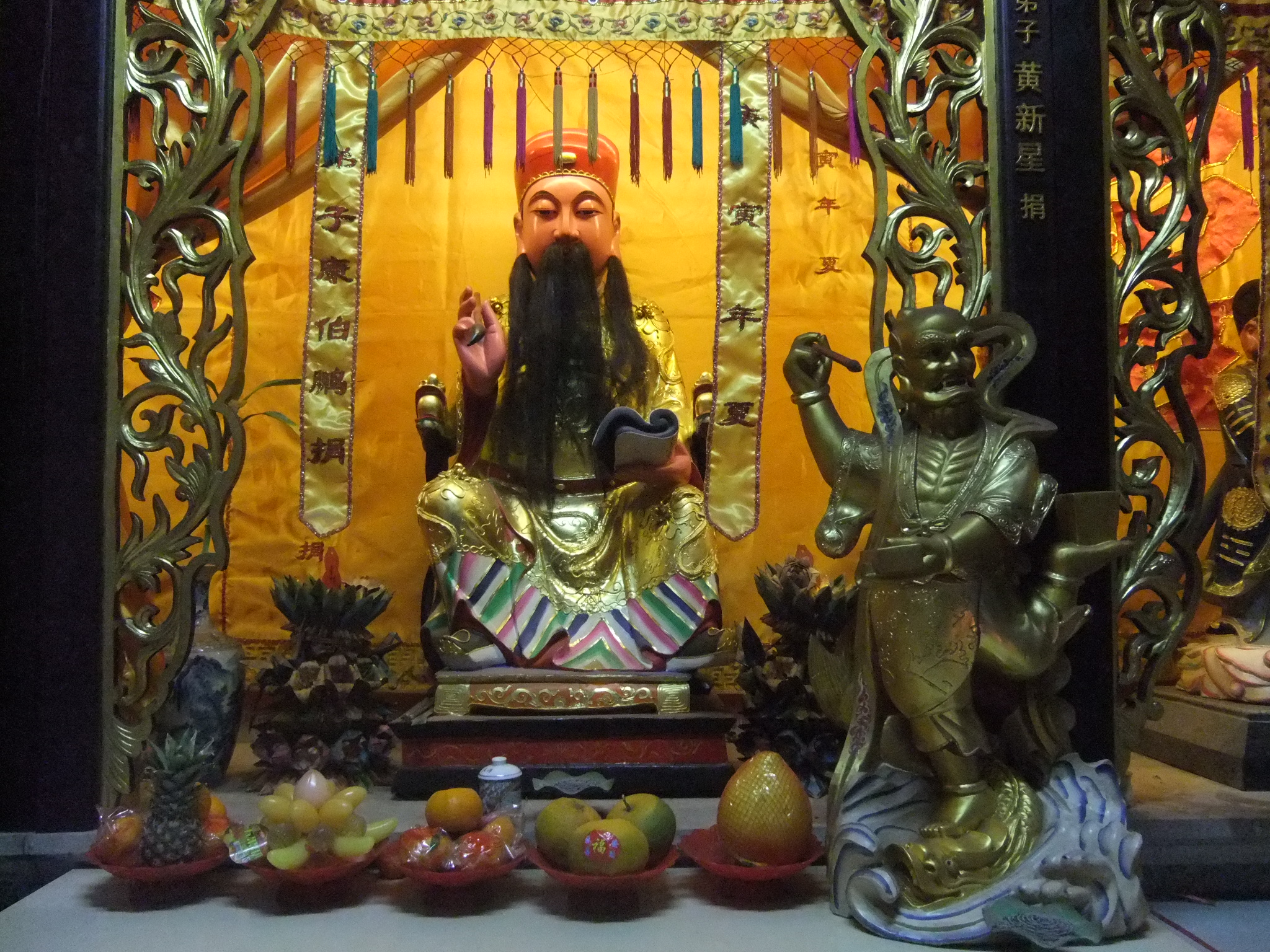
محراب داخل یک معبد تو دی گونگ در کوانژو، فوجیان.

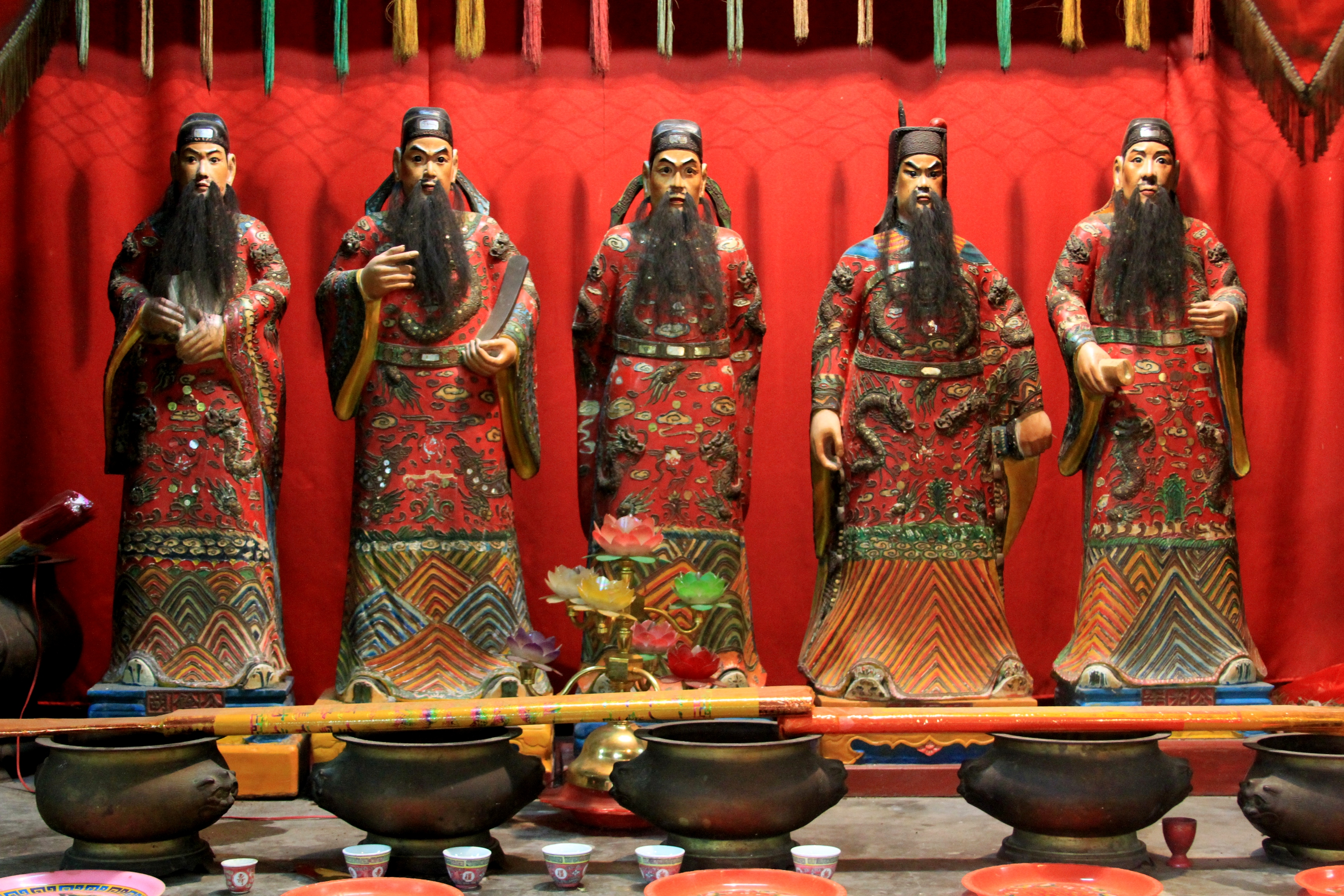
محراب پنج تن، در معبد پنج تن در هائیکو، هاینان.

دین‌های عامیانه چینی یا دین‌های سنتی چینی (چینی سنتی: 中國民間宗教 or 中國民間信仰; چینی ساده: 中国民间宗教 or 中国民间信仰; پین‌یین: Zhōngguó mínjiān zōngjiào or Zhōngguó mínjiān xìnyăng), که گاه شِنیسم نامیده می‌شود(pinyin: Shénjiào, 神教) مجموعه‌ای از ادیان قبیله‌ای سنتی قوم هان در چین هستند. دو دین اصلی ادیان عامیانه چینی تائوئیسم و کنفسیوس‌گرایی است که هر دو ادیان چندخدایی هستند در سال ۱۸۰۰ هشتاد درصد مردم چین امروزی پیرو این دو دین بودند و سپس با آمدن حکومت کمونیستی چین در سال ۱۹۲۱ دین مردم چین از ادیان عامیانه چین تبدیل به بی‌دینی شد و در جنگ جهانی دوم ۶۰ درصد مردم چین بی‌دین بودند و اکنون 20 درصد مردم چین بی‌دین هستند.
- Shenism (神教، Shénjiào).